# キャスリン・ジェインウェイ
キャスリン・ジェインウェイ（Kathryn Janeway）は、『スタートレック』シリーズに登場する架空の人物の一人で『スタートレック:ヴォイジャー』の主人公。

## 概要
シリーズ初の主役女性艦長であり、階級は大佐。地球・アメリカ・ブルーミントン出身。イントレピッド級宇宙艦U.S.S.ヴォイジャーNCC-74656を指揮した。異星人の超常的な力で地球から約75000光年離れた、何の情報もない銀河の果てデルタ宇宙域へ飛ばされ、クルーと共に地球への帰還を目指す。2344年5月20日生まれ。好物はブラックコーヒー。
2021年10月28日に開始されたアニメーションシリーズ『Star Trek: Prodigy』では、ECH(Emergency Command Hologram)として登場する。
（俳優：ケイト・マルグルー/吹き替え：松岡洋子）

## 劇中の人物像

### 来歴
宇宙艦隊の優れた設計技師として中将までつとめたエドワード・ジェインウェイ提督の娘。宇宙艦隊アカデミーでは科学士官として学び、科学士官（青の制服）として中佐にまで昇格した。U.S.S.アルバターニの中佐時代にオーウェン・パリス艦長（当時）の勧めによって司令部門（赤の制服）へと転属。2371年、大佐に昇格後、イントレピッド級最新鋭科学艦U.S.S.ヴォイジャーの艦長に着任した。
処女任務においてプラズマストームが荒れ狂う難所「バッドランド」で行方不明となった反連邦組織マキの宇宙船を捜索中、突如異星人の超常的テクノロジーによって75000光年離れた銀河の果てデルタ宇宙域深部に飛ばされてしまう。この際に副長、操舵士、機関主任、医療主任ら一部のクルーを失ってしまう。苦肉の選択で帰還手段のアレイ型ステーションを爆破したジェインウェイは、先着していたマキのメンバーであるチャコティらをクルーとして迎え、一致協力して地球への帰還の旅を開始する。しかしそれは最高ワープ速度で飛び続けたとしても70年以上かかる道のりであった。
経歴上、科学技術の知識が豊富で、専門クルーへの意見も適切。物的にも人的にも資源の乏しいヴォイジャーの長い旅路において、豊富な知識に裏付けられた戦術的、戦略的判断は幾度も船の危機を救い、7年の航海を経て地球へと帰還する。惑星連邦ではそれまでほとんど情報のなかった辺境デルタ宇宙域の航行記録、特に謎に包まれていたボーグ集合体の解明は大きな実績であった。
ヴォイジャーの地球帰還後は、その2年後となる劇場版『ネメシス/S.T.X』にカメオ出演。中将に昇進しており、ジャン＝リュック・ピカード艦長のU.S.S.エンタープライズEにロミュラン帝国母星のロミュラス星への針路変更を命じている。
2383~2384年時点で、彼女をベースにしたホログラムモデル(Emergency Training Holographic Advisor)が試作艦USSプロトスターに搭載されている。(Star Trek: Prodigy)
本人もU.S.S.ドーントレスに座乗し、プロトスターの追跡にあたる様子が描かれた。
2401年時点でも現役の艦隊将官であり、可変種の脅威に対して真っ先にピカードが助けを求める人物として名前を挙げる等、信頼する士官の1人として言及された。
当初は最終話に出演する予定だったが、立ち消えになった。

### 人柄
周囲に人が集まれば自然とリーダーシップを求められ、また自然とそれを執っていくある種のカリスマ性を持つ女性。冷静な判断力と幅広い科学知識、優れた知性を持ち、ヴォイジャーを陥れようとする数々の異星人の策略を見破り、船を守っていった。また母親のような面倒見のよさもあり、服役していたトム・パリス中尉、元マキのベラナ・トレス中尉、デルタ宇宙域現地ガイドを買って出たニーリックスなど、出自がいずれも個性的なヴォイジャーのクルー全員に尊敬され慕われている。
ただし自分の信念に一途で頑固な部分もあり、時にそれは独善的と言えるほどである。必然的に失敗が許されない状況が多く、船の運命を左右する決断を迫られる場面が多いヴォイジャーで、副官の制止を振り切り無理をしようとする場面も多い。チャコティ副長からは「あなたは時々意固地になる」、トゥヴォック保安主任からは「無謀をはるかに通り越している」と言われたこともあった。
『スタートレック：ピカード』シーズン2の9話で、セブン・オブ・ナインが艦隊から入隊を却下された際もジェインウェイが擁護をしてくれたが逆に辞職を要求されたと言及しており、上記の性格から相手が上層部であろうが激怒した事は想像に難くなく、セブンが身を引かなければ本当に辞職していたものと推察される。
後年、ピカードとともにセブンの艦隊への入隊を再び手助けした。
尊敬する人物はレオナルド・ダ・ヴィンチ。
少女時代は言わば引き篭もりがちなガリ勉少女タイプだったが、大自然に囲まれたインディアナ州・ブルーミントンで育ち、学生時代はテニスをたしなんでいた。運動神経は悪くはなく、とっさの直感が重要な24世紀のスポーツ「ヴェロシティ（フェイザー銃で浮遊ディスクを交互に撃ちあい、それを相手にぶつけるゲーム）」の実力は、若い上にボーグインプラントで強化された肉体を持つセブンを超える。
ブラックコーヒーをこよなく愛し、ピカード艦長のアール・グレイ紅茶よりもよく飲んでいる。彼女にとっては集中力を持続させる必須アイテムのようで、危機的状況下ではとくに好んで摂取し、打開策を発見する。

### 経歴
- 宇宙艦隊本部司令部付 （中将）（ネメシス/S.T.X）
- U.S.S.ヴォイジャー　艦長（大佐）
- U.S.S.ビリングス　司令部門士官
- U.S.S.アルバターニ　科学士官（中佐）
- 宇宙艦隊士官学校　卒業

### 家族
- エドワード・ジェインウェイ　（父） - 宇宙艦隊中将
- グレチェン・ジェインウェイ　（母）
- フェオベ（フィービー）・ジェインウェイ　（妹）